# İlker
İlker ist ein türkischer männlicher Vorname und Familienname.

## Herkunft und Bedeutung
İlker ist ein türkischer Name. Übersetzt bedeutet „Ilk“ im Türkischen Erster. „Er“ kann die Abkürzung von „Erkek“ sein, was im Türkischen „Mann“ heißt. Weitere Bedeutungen können „Held“, „Mutiger“ sein. Zusammengesetzt ist die Bedeutung also „Der Erste Mann“.

## Varianten
- İlber
- İlter
- İlke
- İlkan
- İlkay
- İker

## Namensträger
- Ilker Arcayürek (* 1984), österreichischer Opernsänger türkischer Herkunft
- İlker Avcıbay (* 1978), türkischer Fußballspieler
- İlker Başbuğ (* 1943), türkischer Generalstabschef (2008–2010)
- Mustafa İlker Coşkun (* 1979), türkischer Fußballschiedsrichter
- İlker Erbay (* 1984), türkischer Fußballspieler
- İlker Karakaş (* 1999), türkischer Fußballspieler
- İlker Meral (* 1971), türkischer Fußballschiedsrichter
- İlker Sayan (* 1993), türkischer Fußballspieler
- İlker Tugal (* 1988), türkischer Fußballspieler
- İlker Tuzcu (* 1993), türkischer Badmintonspieler
- İlker Yağcıoğlu (* 1966), türkischer Fußballspieler

### Familienname
- Hans-Georg Ilker (1926–1995), deutscher Sportmediziner und Sportfunktionär